# 手屈肌支持帶
手屈肌支持帶（英語：Flexor retinaculum of the hand）、橫腕韌帶（transverse carpal ligament）、前環形韌帶（anterior annular ligament），是腕關節附近手掌前側的纖維帶。它以拱形覆蓋在腕骨上，並形成腕隧道。

## 外部連結
- Anatomy figure: 08:04-08 at Human Anatomy Online, SUNY Downstate Medical Center
- 堪薩斯大學醫學中心的手部人體工學
- （英文）lesson5flexretinac&palmapon 在韦斯利诺曼的解剖课上（乔治城大学）